# Antonio López Guerrero
Antonio López Guerrero (Benidorm, 1981. szeptember 13. –) spanyol válogatott labdarúgó.

## Pályafutása

### Klubcsapatban
Antonio López Guerrero 1981 szeptember 13-án született Benidorm városában. Saját nevelésű játékos, jelenleg csapatkapitány-helyettes. A 2001/2002-es szezonban mutatkozott be a nagycsapatban, amikor az Atletico a Segunda Divisiónban töltött két szezont. Előtte is meghatározó játékos volt a korosztályos csapatoknál. Ezalatt azonban húsz alkalommal léphetett pályára a ‘nagyok’ között. A feljutás után kölcsönbe került a CA Osasunához, ahol két év alatt csak öt mérkőzésen nem kapott szerepet. 2002 december 15-én győztes gólt szerzett az RCD Espanyol ellen otthon, egy 1-0-s találkozón. Amikor visszakerült az Atleticóhoz, hamar bekerült a kezdőbe. A 2007/2008-as szezonban elvesztette pozícióját, mert Mariano Pernía – akit a városi rivális Getafétől vett meg a klub, mert nagyon jó szezonja volt – kiszorította őt a kezdőből. Ezekben az időkben jobbhátvédként szerepelt, amikor Seitaridis és Valera sérültek voltak (utóbbi gyakorlatilag állandóan).

### A válogatottban
López az U21-es válogatottban kezdte nemzetközi karrierjét, ahol 2002 és 2003 között szerepelt. Ezt egy év kihagyás követte, majd 2005. március 30-án a felnőttek közt is bemutatkozhatott Szerbia és Montenegró ellen, világbajnoki selejtezőn. A németországi világbajnokságon Asier del Horno sérüléséből adódóan kezdőbe kerülhetett volna, de az argentin születésű, akkor még Getafe-játékos Pernía ebben az esetben is kiszorította. Egyedül Szaúd-Arábia ellen lépett pályára. Azóta nem kapott behívót, így eddig 16 válogatott meccsen képviselhette hazáját.

## Sikerei, díjai
Atlético Madrid
- Intertotó-kupa
  - Győztes (1): 2007
- Európa-liga
  - Győztes (2): 2009–10, 2011–12
- UEFA-szuperkupa
  - Győztes (1): 2010
- Spanyol labdarúgókupa
  - Döntős (1): 2009–10
- Spanyol labdarúgó-bajnokság (másodosztály)
  - Győztes (1): 2001–02

## Fordítás
Ez a szócikk részben vagy egészben  az   Antonio Lopez Guerrero című angol Wikipédia-szócikk fordításán alapul.  Az eredeti cikk szerkesztőit annak laptörténete sorolja fel. Ez a jelzés csupán a megfogalmazás eredetét és a szerzői jogokat jelzi, nem szolgál a cikkben szereplő információk forrásmegjelöléseként.